# Tanzania i olympiska sommarspelen 1988
Tanzania deltog i de olympiska sommarspelen 1988 med en trupp bestående av tio deltagare, men ingen av landets deltagare erövrade någon medalj.

## Boxning
Flugvikt
- Benjamin Mwangata

Bantamvikt
- Haji Ally

Lätt weltervikt
- Rashi Ali Hadj Matumla

Weltervikt
- Joseph Marwa

## Friidrott
Herrarnas 5 000 meter
- Juma Mnyampanda
  - Heat — 14:05,09 (→ gick inte vidare)

Herrarnas 10 000 meter
- Boay Akonay
  - Heat — 29:19,06 (→ gick inte vidare)

Herrarnas maraton
- Juma Ikangaa
  - Final — 2"13:06 (→ 7:e plats)

- John Burra
  - Final — 2"24:17 (→ 43:e plats)

Herrarnas 3 000 meter hinder
- Ikaji Salom
  - Heat 9:10,36 (→ gick inte vidare)

Herrarnas spjutkastning
- Zakayo Malekwa
  - Kval — 67,56m (→ gick inte vidare)